# Oleg Tabakow
Oleg Pawłowicz Tabakow, ros. Олег Павлович Табаков (ur. 17 sierpnia 1935 w Saratowie, zm. 12 marca 2018 w Moskwie) – rosyjski aktor filmowy i teatralny, nauczyciel sztuki aktorskiej. Jeden z najpopularniejszych aktorów kina radzieckiego i rosyjskiego.

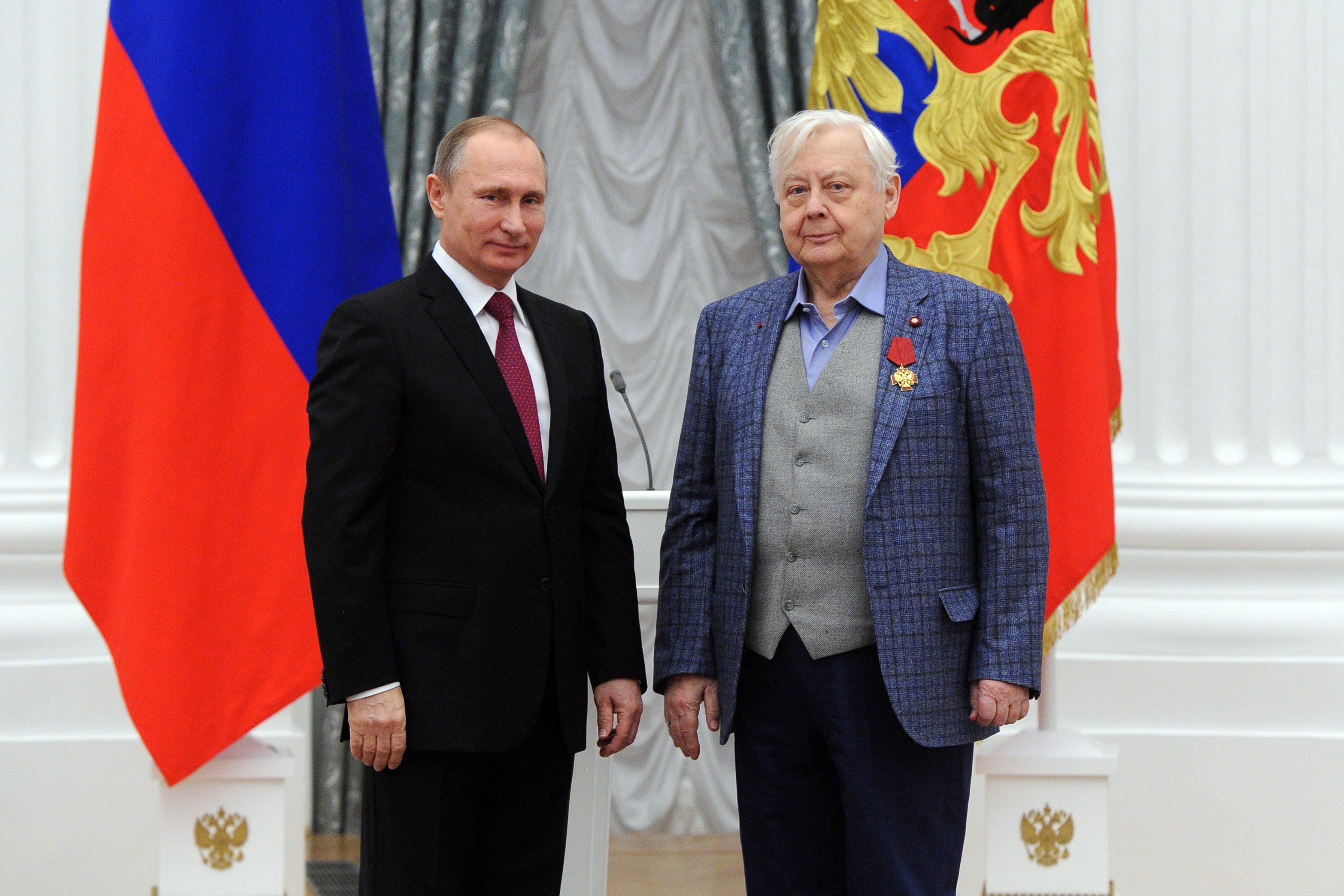
Oleg Tabakow z prezydentem Władimirem Putinem (2015)

## Biografia
Urodził się w Saratowie w rodzinie lekarzy – Pawła Kondratiewicza (dyrektora instytutu naukowo-badawczego) i Marii Andriejewny z d. Bieriezowskiej (urodzonej pod nazwiskiem Piontkowska), polskiej szlachcianki z pochodzenia. Podczas II wojny światowej jego ojciec służył na froncie jako szef pociągu sanitarnego, a matka pracowała w szpitalu wojskowym. Po wojnie rodzice rozeszli się. Oleg ukończył szkołę średnią w Saratowie. O wyborze zawodu aktora zadecydował na zajęciach kółka teatralnego prowadzonych w miejscowym domu kultury przez znanego radzieckiego pedagoga teatralnego Natalię Suchostaw. W 1953 wstąpił do szkoły aktorskiej przy moskiewskim „Mchacie”, do klasy Wasilija Toporkowa. Był jednym z lepszych studentów – jeszcze podczas nauki zadebiutował w filmie Sasza rozpoczyna życie Michaiła Szweicera. W 1957 roku rozpoczął również studia w założonej pod szyldem MChAT-u szkole-studio młodych aktorów Olega Jefremowa. Studio to wkrótce zyskało samodzielność jako teatr „Sowriemiennik” i Tabakow został jednym z pierwszych jego aktorów. Rola studenta Miszy w sztuce Wiecznie żywi w 1956 roku stała się jego debiutem teatralnym. Z „Sowriemiennikiem” był związany przez niemal 30 następnych lat (do 1983). W latach 1970–1976 był również dyrektorem tego teatru. W 1973 rozpoczął działalność dydaktyczną, stając się wychowawcą wielu późniejszych, znanych aktorów radzieckich i rosyjskich. W 1976 na bazie GITIS-u otworzył własną szkołę-studio aktorskie. W 1977 w pomieszczeniach starego składu węgla przy ul. Czapajewa w Moskwie otworzył piwnicę artystyczną „Tabakierka”, która w 1986 roku otrzymała oficjalny status teatru z Tabakowem jako dyrektorem (nazywanym również Teatrem Tabakowa). Wcześniej, przez trzy lata (1983-1986), był dyrektorem MChAT-u.
Jako aktor cieszył się dużą popularnością, mając na koncie ponad 120 ról filmowych. Największą sławę i popularność przyniosły mu kreacje: hr. Rostowa w filmie Siergieja Bondarczuka Wojna i pokój, Waltera Schellenberga w serialu TV Siedemnaście mgnień wiosny, Alhena w telewizyjnej ekranizacji powieści Dwanaście krzeseł z 1976, Ludwika XIII z serialu TV D’Artagnan i trzej muszkieterowie, Obłomowa w filmie Kilka dni z życia Obłomowa z 1979. Występował również w słuchowiskach radiowych i dubbingach (ok. 20 postaci w latach 1965–2007), użyczył swojego głosu m.in. Garfieldowi w rosyjskiej wersji filmów z 2004 i 2006 roku. Od 2000 roku, aż do śmierci był dyrektorem artystycznym MChT im. Czechowa i działającej przy nim szkoły-studia aktorskiego oraz dziekanem katedry sztuki aktorskiej tej uczelni. Od 2008 prowadził w Moskwie założony przez siebie koledż teatralny, przeznaczony dla młodzieży z terenu całej Rosji.
Był dość znanym i popularnym aktorem za granicą, w Pradze zagrał w ponad 40 spektaklach teatralnych, występował również w teatrach węgierskich, fińskich, niemieckich, duńskich, austriackich i amerykańskich. Filmy z jego udziałem były i są emitowane w Polsce. Przy Uniwersytecie Harvarda założył w latach 80. Letnią Szkołę Teatralną im. Stanisławskiego, której został dyrektorem.
Od 2008 był członkiem honorowym Rosyjskiej Akademii Sztuk Pięknych.
Autor i współautor książek: Prikosnowienije k czudu (2008), Moja nastojaszczaia żyzn' (2000, współautorstwo), Paradoks ob aktorie (1999, współautorstwo).
Od listopada 2012 roku, kiedy to zaangażował się w kampanię wyborczą Władimira Putina (ubiegającego się o trzecią kadencję), oficjalnie popierał jego politykę. W marcu 2014 był współsygnatariuszem listu zbiorowego ludzi świata kultury rosyjskiej popierającego politykę prezydenta Rosji Władimira Putina odnośnie do Krymu (interwencji wojsk rosyjskich w lutym 2014). Publicznie wypowiadał się o rosyjskości Krymu i braku jakichkolwiek jego związków (otnoszenij) z Ukrainą.
Zmarł 12 marca 2018 w Moskwie w wieku 82 lat, po długotrwałej chorobie.

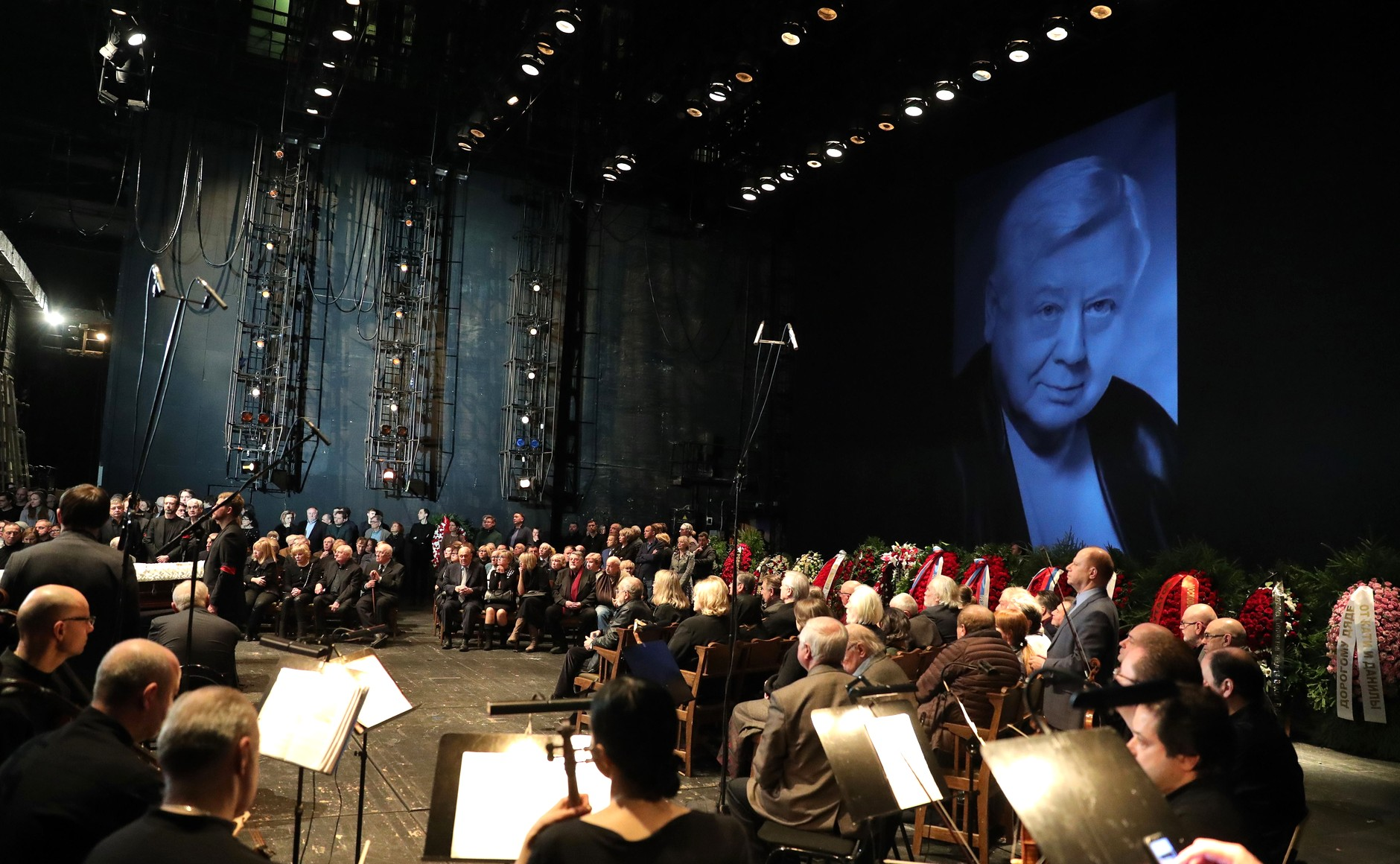
Uroczysty wieczór pożegnalny na cześć Tabakowa w jego macierzystym Teatrze Artystycznym im. A. Czechowa w Moskwie

## Choroba i śmierć
27 listopada 2017 został hospitalizowany z rozpoznaniem sepsy będącej skutkiem ubocznym przeprowadzonej wcześniej operacji wszczepienia implantów zębnych. Miesiąc później zapadł w stan śpiączki. 12 marca 2018 zmarł w rezultacie zatrzymania akcji serca.
Trzy dni później (15 marca) jego macierzysty teatr (Moskiewski Teatr Artystyczny im. A. Czechowa w Moskwie) zorganizował poświęcony mu uroczysty wieczór pożegnalny z udziałem członków rodziny Tabakowa, przyjaciół, kolegów-artystów i przedstawicieli władz. Obecny był na nim prezydent Władimir Putin. Aktor został pochowany na Cmentarzu Nowodziewiczym w Moskwie.

## Wybrana filmografia
- 1956 – Sasza rozpoczyna życie
- 1959 – W przededniu
- 1960 – Okres próbny
- 1960 – Ludzie na moście
- 1960 – Okres próbny
- 1961 – Czyste niebo
- 1963 – Żywi i martwi
- 1965 – Wojna i pokój
- 1966 – Wystrzał
- 1968 – Wojna i pokój
- 1969 – Król jeleń
- 1969 – Świeć moja gwiazdo
- 1970 – Tajemnica żelaznych drzwi
- 1970 – Serce Rosji
- 1970 – Zwyczajna historia
- 1972 – Na dnie
- 1973 – Siedemnaście mgnień wiosny
- 1973 – Dacza
- 1975 – Kasztanka
- 1975 – Fale Morza Czarnego

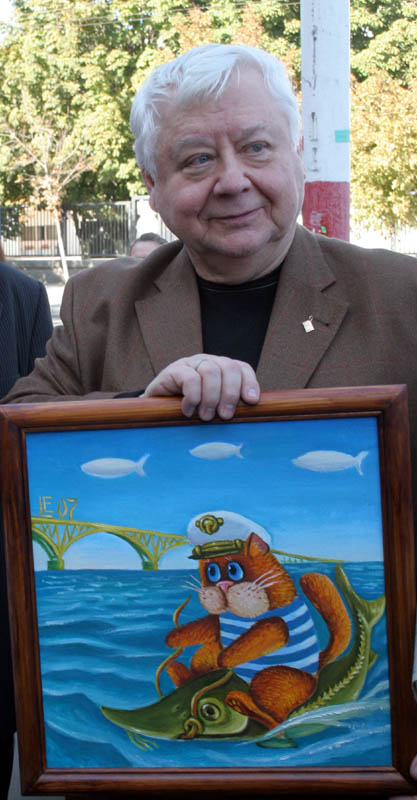
Oleg Tabakow z portretem Garfielda (któremu użyczył głosu w rosyjskiej wersji dubbingowej) – prezentem od fanów z Saratowa

- 1976 – Jak car Piotr Ibrahima swatał
- 1976 – Dwanaście krzeseł
- 1976 – Zgrywa
- 1977 – Niedokończony utwór na pianolę
- 1978 – W przeddzień premiery
- 1978 – D’Artagnan i trzej muszkieterowie
- 1978 – Dwunasta noc
- 1978 – Troje z Prostokwaszyna jako kot Matroskin (głos)
- 1979 – Moskwa nie wierzy łzom
- 1979 – Kilka dni z życia Obłomowa jako Obłomow
- 1979 – Ach, wodewil, wodewil...
- 1980 – Otwarta księga
- 1980 – Wakacje w Prostokwaszynie jako kot Matroskin (głos)
- 1981 – Wszystko na opak
- 1981 – Ezop
- 1982 – We śnie i na jawie
- 1983 – Ali-Baba i 40 rozbójników
- 1984 – Wilk i cielątko jako Wilk (głos)
- 1984 – Zima w Prostokwaszynie jako kot Matroskin (głos)
- 1985 – Po deszczyku w czwartek
- 1985 – Kukułka w ciemnym lesie
- 1987 – Człowiek z bulwaru Kapucynów
- 1987 – Oczy czarne
- 1988 – Zły Bambr
- 1990 – Wiadomość z przyszłości
- 1990 – Carskie polowanie
- 1991 – Wewnętrzny krąg
- 1992 – Stalin
- 1993 – Chcę do Ameryki
- 1996 – 20 minut z aniołem
- 1997 – Trzy historie
- 1999 – Kadryl
- 2000 – Prezydent i jego wnuczka
- 2001 – Sztuka wyboru
- 2005 – Radca stanu
- 2006 – Andersen. Życie bez miłości

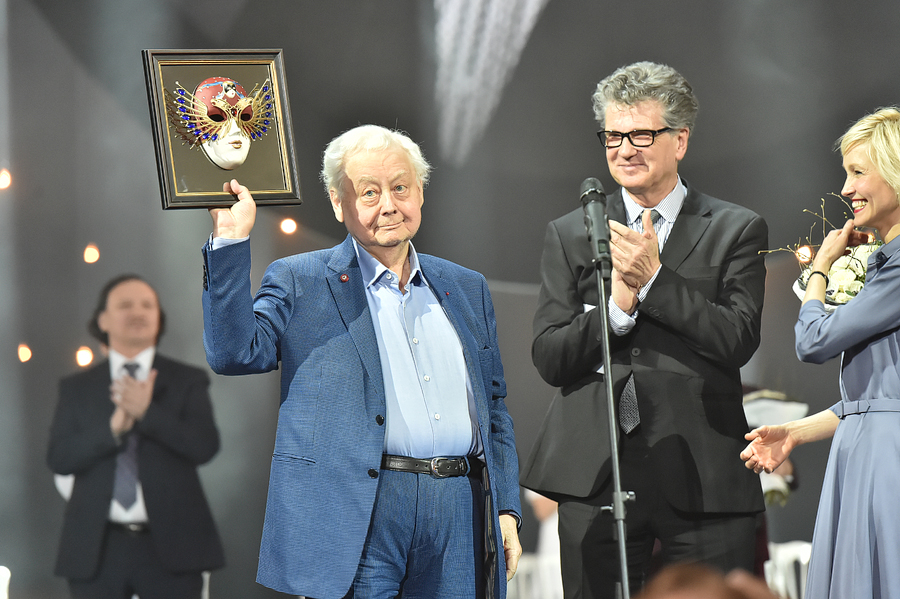
Z nagrodą „Złotej Maski” podczas uroczystej gali laureatów nagrody w 2017

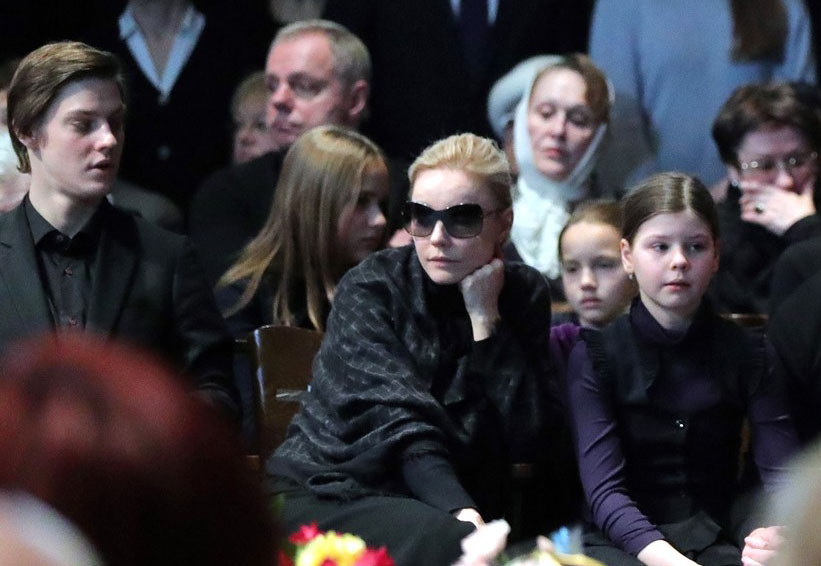
Druga żona Tabakowa – Maria Zydina (w centrum) wraz z ich dziećmi: synem Pawłem (z lewej) i córką Aleksandrą (z prawej). Moskwa, marzec 2018

- 2006 – Krewni
- 2007 – Dywersant. Koniec wojny
- 2009 – Melodia dla katarynki
- 2011 – Wielbicielka
- 2011 – Choinki 2
- 2014 – Kuchnia w Paryżu
- 2017 – Kuchnia. Ostatnia bitwa

## Nagrody i odznaczenia
Oleg Tabakow był aktorem wielokrotnie nagradzanym i wyróżnianym w świecie artystycznym najpierw ZSRR, a później Rosji. Posiadał tytuły: Zasłużony Artysta RFSRR (1969), Ludowy Artysta RFSRR (1977) i Ludowy Artysta ZSRR (1988). W 1967 roku otrzymał Nagrodę Państwową ZSRR.
Posiadał wszystkie cztery klasy Orderem „Za zasługi dla Ojczyzny”, przyznanych mu w latach 1998–2015. Był uhonorowany kilkoma odznaczeniami zagranicznymi, pośród których znajdowała się francuska Legia Honorowa (2013). Laureat nagród państwowych Federacji Rosyjskiej, tj. Państwowa Nagroda Federacji Rosyjskiej (1998) i Nagrody Prezydenta Federacji Rosyjskiej (2003). Posiadacz trofeów świata rosyjskiej sztuki filmowej i teatralnej takich jak: „Złota Maska” (1996, 2017), „Czajka” (1997, 2004), „Kryształowa Turandot” (1999, 2004, 2011).

## Życie osobiste
Tabakow dwukrotnie wstępował w związek małżeński. Pierwszą jego żoną była aktorka Ludmiła Kryłowa (małżeństwo w latach 1959–1994), z którą miał dwoje dzieci: syna Antona (ur. 1960) i córkę Aleksandrę (ur. 1966). Obydwoje są aktorami. Drugą jego żoną została Maria Zydina (od 1995 do śmierci aktora). Ze związku tego miał również dwoje dzieci, również syna i córkę: Pawła (ur. 1995) i Marię (ur. 2006).